# Шибанов, Юрий Сергеевич
Ю́рий Серге́евич Шиба́нов (род. 30 апреля 1978, Горняк, Украинская ССР, СССР) — российский актёр театра и кино.
Наиболее известные фильмы с его участием — сериалы «Штрафбат» (2004) и «Солдаты» (2005 — 2006).

## Биография

### Детство
Шибанов Юрий Сергеевич родился 30 апреля 1978 года в УССР, Донецкая область, город Горняк. В 1979 году вместе с мамой переехал в Псковскую область в военный городок Себеж-5, где и провёл детство. Родители Юры: мать — воспитательница детского сада, отчим — военнослужащий. Есть младшая сестра.

### Юность
В 1994 году окончил девять классов и поступил в художественное училище в городе Пскове. В свободное время посвящал КВНу и работе в псковском цирке. В 1996 году организовал международный творческий лагерь «Семь чудес», куда съезжались школьники и студенты из России, Америки и Германии.[значимость факта?]
В дальнейшем Шибанов придумывал и организовал юмористический концерт «Супер-Хохма-Шоу», который дважды в 1999 и 2000 годах с аншлагом проходил на большой сцене Пскова.[значимость факта?]
В 1999 году поступил в Санкт-Петербургскую государственную академию театрального искусства (ЛГИТМиК) в мастерскую Геннадия Тростянецкого. Вместе с ним на курсе учились артисты, ставшие позже популярными, такие как Олег Фёдоров и Иван Стебунов.
Отучившись два года, Шибанов разочаровался в своем мастере и отправился заново поступать на актёра в Москву.[значимость факта?]
Ему с большим трудом удалось поступить на режиссёрский факультет в актёрскую группу в ГИТИС в мастерскую Сергея Васильевича Женовача.
По окончании обучения в 2005 году Шибанов поступил служить в театр «Студия Театрального Искусства».[значимость факта?]
В 2008 году Шибанов ушёл из «Студии Театрального Искусства» и переехал жить в Сергиев Посад, где поступил служить в камерный театр «Театральный Ковчег».[значимость факта?]
В 2009 году Шибанов вернулся в Москву и продолжил сниматься в кино и играть в театре.[значимость факта?]

## Образование
- 1994 — 1999 — Художественное училище, город Псков;
- 1999 — 2001 — Санкт-Петербургская государственная академия театрального искусства (ЛГИТМиК), курс Геннадия Тростянецкого;
- 2001 — 2005 — Российская академия театрального искусства (ГИТИС), Москва, мастерская Сергея Женовача (прежде мастерская Петра Фоменко).

### Личная жизнь
Был женат дважды

## Фильмография
- 2000 — Убойная сила — болельщик ФК «Зенит»
- 2000 — Империя под ударом — террорист Малюта
- 2001 — Убойная сила-2 — Кикимора — болельщик ФК «Зенит»
- 2001 — Чёрный ворон — бармен
- 2003 — Тайный знак — Альберт Иванович Иванов, «лесной человек»
- 2003 — Бедная Настя — боярин Силантий
- 2004 — Всадник по имени Смерть — гость в Тивали
- 2004 — Штрафбат — Павел Бурыкин, штрафник
- 2005 — Таксистка 2 — бандит
- 2005 — 2006 — Солдаты — рядовой/младший сержант Ринат Фахрутдинов и его младший брат Ильхам
- 2008 — Я телохранитель. Телохранитель Каина — Павел Бурков
- 2008 — Адвокат — Коршунов
- 2008 — Улетающий Монахов — философ Зябликов
- 2009 — Час Волкова — участковый
- 2009 — След — мент-убийца
- 2010 — Учитель в законе. Продолжение — Бурый
- 2010 — Выхожу тебя искать — Лучник
- 2010 — У каждого своя война — матрос
- 2011 — Фурцева. Легенда о Екатерине — Торба
- 2011 — Охотники за бриллиантами — Лямин-младший
- 2012 — Инспектор Купер

### Киножурнал «Фитиль»
- 2006 — Выпуск № 82 (новелла «Тяжёлый случай») — старослужащий

## Студия театрального искусства(2003—2008)
- «Об-ло-мов-щина» (И. Гончаров), режиссёр — Г. Сидаков, роль Тарантьев Михей Андреевич
- «Как вам это понравится» (У. Шекспир), режиссёр — А. Коручеков, роли: деревенский парень и борец Шарль.
- «Marienbad» (Шолом-Алейхем), режиссёр — Е. Каменькович, роль Сват Свирский.

### Театр «Арлекиниада» (2012—2014)
- «Арлекиниада», режиссёр Вадим Демчог, роль: Хронос.

### Театр импровизации «Вне времени» под руководством Елены Кантиль (с 2016 по август 2018 года)
- Спектакль-импровизация «Моменты», режиссёр Елена Кантиль, импровизатор.

## Дубляж
2001 — «Час пик 2» — гость в казино

## Другое

### Режиссёр
В 2010 году при храме Рождества Иоанна Предтечи на Пресне Юрий Шибанов стал режиссёром спектакля «Кристиан» по роману Виктора Гюго.

### Участие в телепроектах
В 2024 году стал героем телешоу Андрея Малахова «Куда пропал актёр из знаменитого сериала».

### Прочее
- Юрий Шибанов на Rusкино
- Писательская страница Юрия Шибанова
- Рецензия на режиссёрскую работу Юрия Шибанова